# Ludwig Hercules Daser
Ludwig Hercules Daser (* 4. April 1705 in Affalterbach; † 13. September 1784) war ein deutscher lutherischer Theologe.

## Leben
Im Jahr 1721 wurde Ludwig Daser Magister der Philosophie und Vikar in Laufen zu Württemberg. 1728 wurde er Diakon in Bietigheim und war in den Jahren 1736 bis 1775 als Pfarrer in Schwaikheim tätig. 1784 starb er.

## Werke
- Vertheidigung der Integritas textus hebraici V. T. (1763)
- Exercitatio philologica qua origo et auctoritas punctorum hebraicorum divina adseritur stabilitur et vindicatur (1728)